# Pińsk

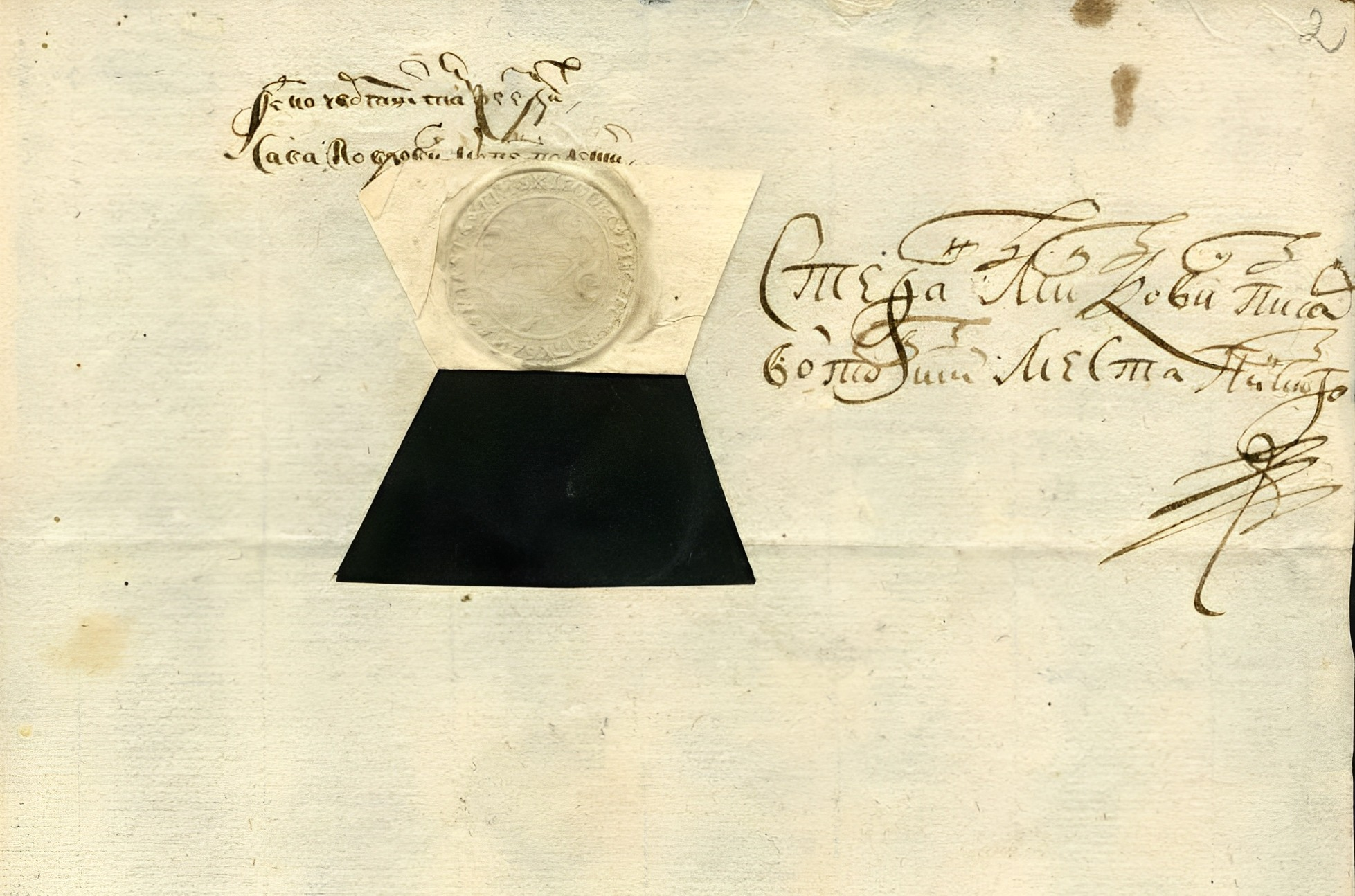
Pieczęć ratusza miasta Pińsk z roku 1630

Pińsk (biał. Пінск, Pinsk, ros. Пинск, Pinsk) – miasto i  port rzeczny w południowej części Białorusi, na Polesiu, nad rzeką Piną, u jej ujścia do Prypeci, w odległości 29 km od kanału Dniepr – Bug. Miasto leży w obwodzie brzeskim, do 1939 w województwie poleskim (1921 stolica), węzeł drogowy; stolica diecezji pińskiej (1925), seminarium duchowne (1925, 2001); 126 300 mieszkańców (2020).

## Geografia
Granice administracyjne Pińska obejmują powierzchnię 47,36 km², w tym 1 km² stanowią lasy, 7,96 km² – bagna, a 1,07 km² – obiekty wodne.

## Gospodarka
W mieście rozwinął się przemysł stoczniowy, chemiczny, drzewny, spożywczy oraz dziewiarski.
Jest w nim stacja kolejowa Pińsk.

## Historia

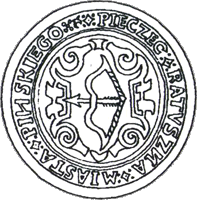
Wzór pieczęci miejskiej z XVII w.

Przedwojenny herb

Miasto królewskie położone było w końcu XVIII wieku w powiecie pińskim województwa brzeskolitewskiego. Miejsce sejmików ziemskich powiatu pińskiego od XVI wieku do pierwszej połowy XVIII wieku. Do września 1939 miasto należało do Polski i było miejscem stacjonowania Flotylli Rzecznej Marynarki Wojennej oraz 84 Pułku Piechoty Strzelców Poleskich. W tym samym roku zostało zaanektowane przez Związek Sowiecki. Od 4 lipca 1941 do 14 lipca 1944 Pińsk był okupowany przez Niemców. Większość pińskich Żydów została zamordowana przez Niemców pod koniec października 1942, niedługo po ich deportacji z miejskiego getta. Od 1991 Pińsk jest w granicach Białorusi.

### Kalendarium
- 1097 r. – pierwsza wzmianka o Pińsku.
- 1241 r. – przeniesienie z Turowa diecezji prawosławnej.
- 1316 r. – po tej dacie Pińsk włączono do Wielkiego Księstwa Litewskiego.
- 1396 r. – powstały katolicki kościół i klasztor franciszkanów.
- 1523 r. – podarowanie Pińska królowej Bonie i początek rozkwitu miasta.
- 1569 r. – siedziba powiatu.
- 1581 r. – król Stefan Batory nadaje prawa miejskie.
- 1642–1646 – św. Andrzej Bobola przebywał w klasztorze Jezuitów w Pińsku i okolicach, prowadząc rozwiniętą działalność ewangelizacyjną.
- 1648 r. – bunt miasta i wpuszczenie sił kozackich pod wodzą pułkownika Maksyma Hładkiego. Rzeź mieszczan niebędących wyznania prawosławnego. Szturm wojsk Janusza Radziwiłła na miasto, pod dowództwem strażnika wielkiego litewskiego Hrehorego Mirskiego w liczbie ok. 1200–1300 ludzi, zakończony zdobyciem miasta. Miasto zostało doszczętnie spalone, a około 1/3 – 1/2 mieszkańców zabita (szacuje się, że w przeddzień powstania Chmielnickiego Pińsk liczył ok. 10 tys. mieszkańców)[7].
- 1655 r. – Rosjanie i Kozacy zaatakowali miasto i wymordowali mieszkańców.
- 1657 r. – w połowie maja kozacy Zdanowicza (w liczbie ok. 2 tys.) zniszczyli miasto i wymordowali rzymskich katolików. Jezuici, m.in. ks. Szymon Maffon i św. Andrzej Bobola, opuścili Pińsk, lecz w drodze w okrutny sposób zostali zamordowani.
- 1660 r. – Kozacy napadli na Pińsk, zrabowali kolegium i kościół jezuicki oraz zamordowali m.in. ks. Eustachego Pilińskiego (pozostawionego na straży przez rektora Szymona Wdziekońskigo) i zrujnowali miasto.
- 1662 r. – powrót jezuitów do Pińska, po roku pożar klasztoru.
- 1666 r. – fundacja klasztoru dominikanów.
- 1690 r. – założenie osady Karolin przez Jana Karola Dolskiego.
- 1695 r. – budowa w Karolinie kościoła i zamku przez Michała Serwacego Wiśniowieckiego.
- 1706 r. – od 5 maja do 3 czerwca zajęcie Pińska przez króla Szwecji Karola XII. Wysadzenie zamku Michała Serwacego Wiśniowieckiego i spalenie Karolina.
- 1707 r. – zajęcie Pińska przez wojska gen. Halasta i gen. Hołowina, którzy na prośbę jezuitów odstąpili od rabunków.
- 1709–1710 i w 1716 – wielka epidemia pochłaniająca tysiące ofiar.
- 1717 r. – budowa klasztoru bernardynów.
- 1734 r. – budowa klasztoru karmelitów.
- 1756 r. – budowa klasztoru mariawitek.
- 1773 r. – kasata zakonu jezuitów.
- 1765 r. – rozpoczęcie budowy Kanału Ogińskiego (ukończono 1783).
- 1775 r. – rozpoczęcie budowy Kanału Królewskiego (ukończono 1784).
- 1793 r. – Pińsk częścią Imperium Rosyjskiego (zaboru rosyjskiego) w wyniku II rozbioru Polski.
- 1795 r. – powstanie katolickiej diecezji pińskiej (poprzednio Pińsk był w diecezji łuckiej).
- 1799 r. – włączenie Karolina do Pińska.
- 1796 r. – likwidacja unickiej diecezji pińskiej.

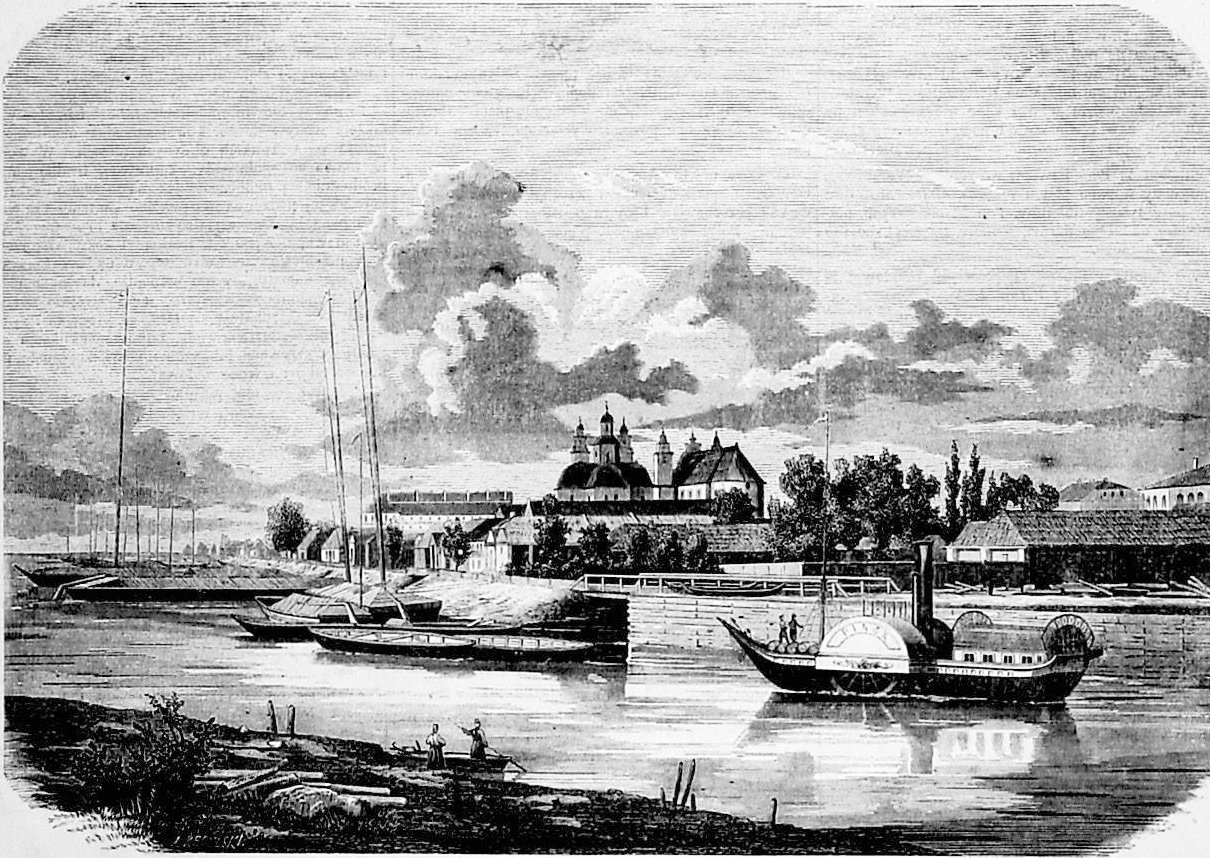
Pińsk, „Tygodnik Ilustrowany”, 4 lipca 1863

- 1799 r. – likwidacja katolickiej diecezji pińskiej (przeniesiono ją do Mińska).
- 1812 r. – lipiec, Pińsk zajęła armia Napoleona.
- 1830–1831 – udział mieszkańców Pińska w polskim narodowowyzwoleńczym powstaniu listopadowym. Po jego upadku carsko-rosyjskie represje popowstańcze, które dotknęły także Pińska[8].
- 1850 r. – powstała fabryka świec i mydła.
- 1863–1864 – kolejne polskie powstanie przeciwko rosyjskiemu zaborcy, powstanie styczniowe. Udział mieszkańców Pińska w powstaniu, a ponadto w okolicach Pińska mają miejsce walki z wojskiem rosyjskim. Po upadku powstania styczniowego ponowne represje, skasowano pińskie klasztory katolickie, katolikom pozostał tylko parafialny kościół pofranciszkański i filialny pokomunistowski, prawosławni zaś mieli trzy cerkwie – wszystkie urządzone w przejętych kościołach katolickich[9].
- 1882 r. – doprowadzono linię kolejową z Żabinki i otworzono fabrykę zapałek.
- 1885 r. – budowa stoczni rzecznej w Leszczach.

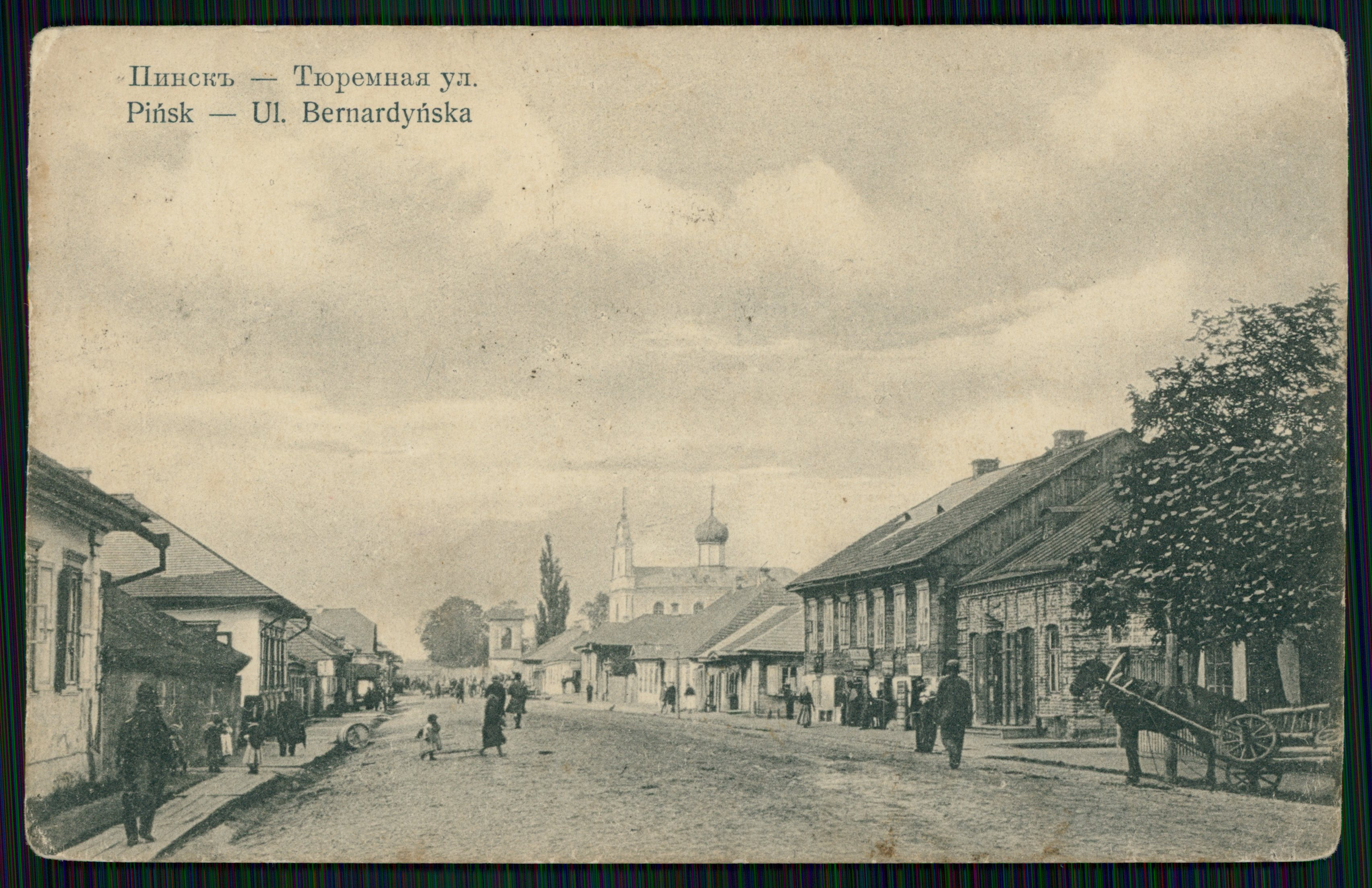
Ulica Bernardyńska w 1912

- 1907–1909 – w mieście działało koło prowincjonalne Polskiego Towarzystwa „Oświata” w Mińsku, które zajmowało się organizacją odczytów o literaturze i słownictwie polskim, co według raportu rosyjskiej policji „powodowało wzrost polskiej świadomości narodowej”[10]. W 1908 roku koło wystąpiło o zgodę na otwarcie polskiej biblioteki, jednak władze rosyjskie odmówiły[11].
- 1909 r. – w czasie wyborów samorządowych do rady miejskiej zostało wybranych 22 Rosjan, 7 Polaków, 2 Żydów i 1 przedstawiciel innych narodowości[12].
- 1915 r. – ucieczka Rosjan przed Niemcami.
- styczeń 1919 r. – Armia Czerwona zajęła Pińsk.
- 5 marca 1919 r. – bitwa o Pińsk między Grupą Podlaską Wojska Polskiego pod dowództwem gen. Antoniego Listowskiego a bolszewikami. Sowieci, próbujący utrzymać kontrolę nad miastem, byli dobrze przygotowani do obrony i dysponowali zarówno piechotą, jak i artylerią. W natarciu po stronie polskiej brały udział: 1. batalion pułku bialskiego, 2. i 4. bataliony 4. pułku piechoty, rosyjska drużyna oficerska, trzy szwadrony wileńskiego pułku ułanów, 4. szwadron 2. pułku ułanów rtm. Żelisławskiego i 1. szwadron 5. pułku ułanów por. Sokołowskiego. Główna kolumna Polaków nacierała od północy, mniej liczna od zachodu, natomiast jazda dokonała wypadu w wyniku którego zniszczono tory na linii kolejowej prowadzącej ze wschodu do Pińska. Walki o miasto trwały od godziny 11. do 16. i zakończyły się zwycięstwem wojsk polskich. Zdobyto tabor kolejowy, magazyny wojskowe, kolumnę pontonową oraz wzięto kilkudziesięciu bolszewickich jeńców. W bitwie szczególnie odznaczyły się po polskiej stronie: bataliony pułku bialskiego, rosyjska drużyna oficerska i oddział partyzantów por. Zameczka[13].

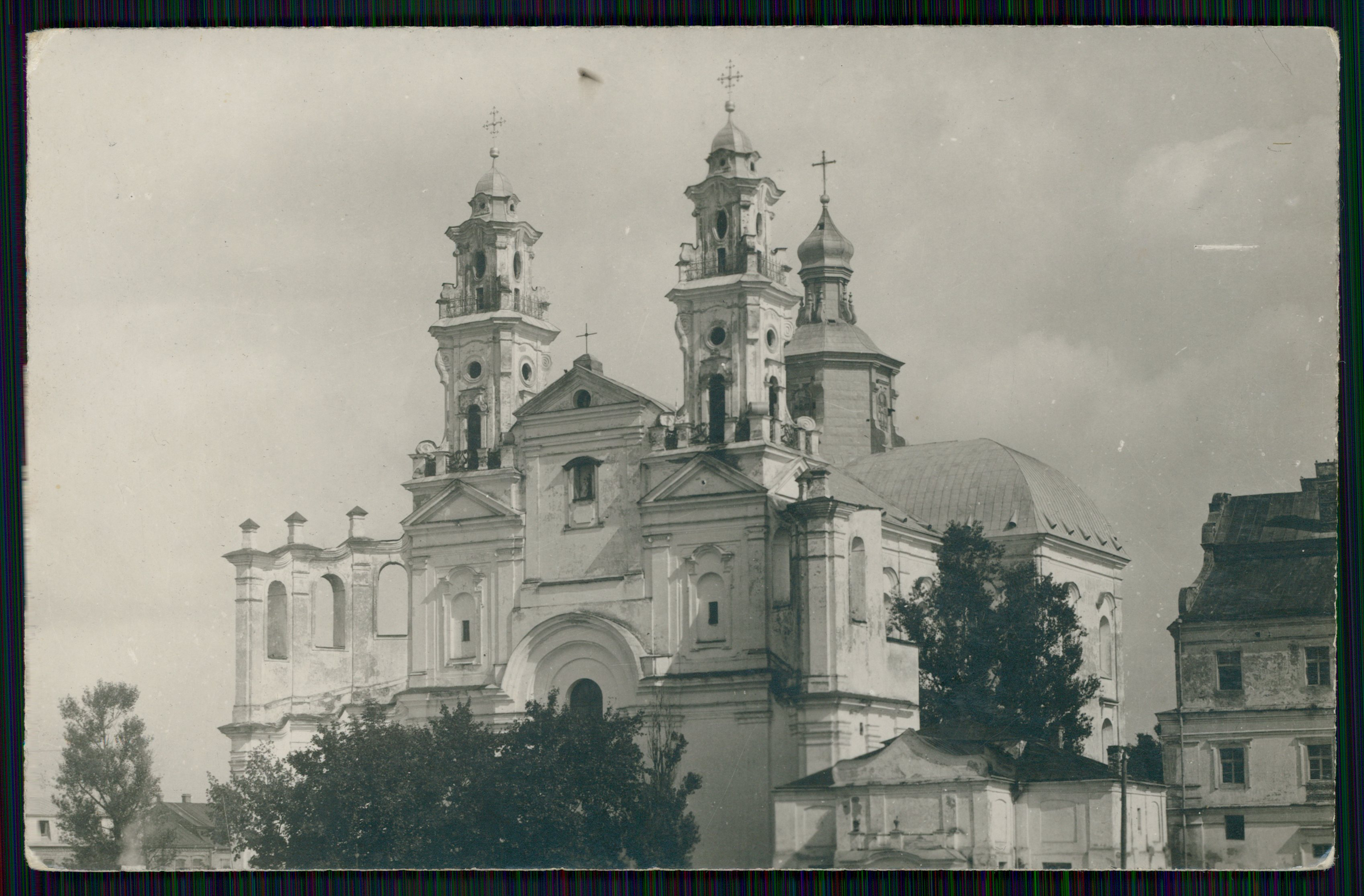
Kościół katedralny w czasach II RP

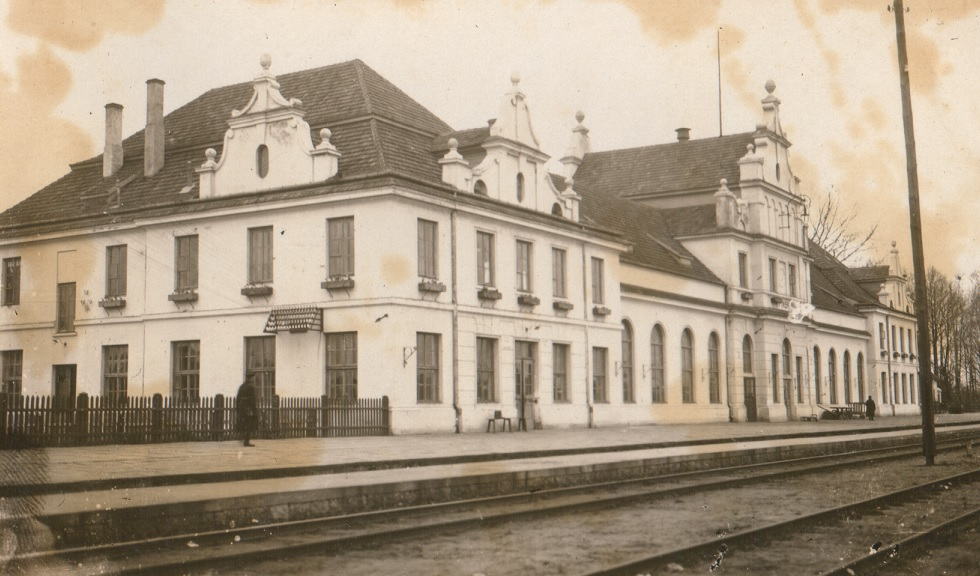
Dworzec kolejowy w czasach II RP

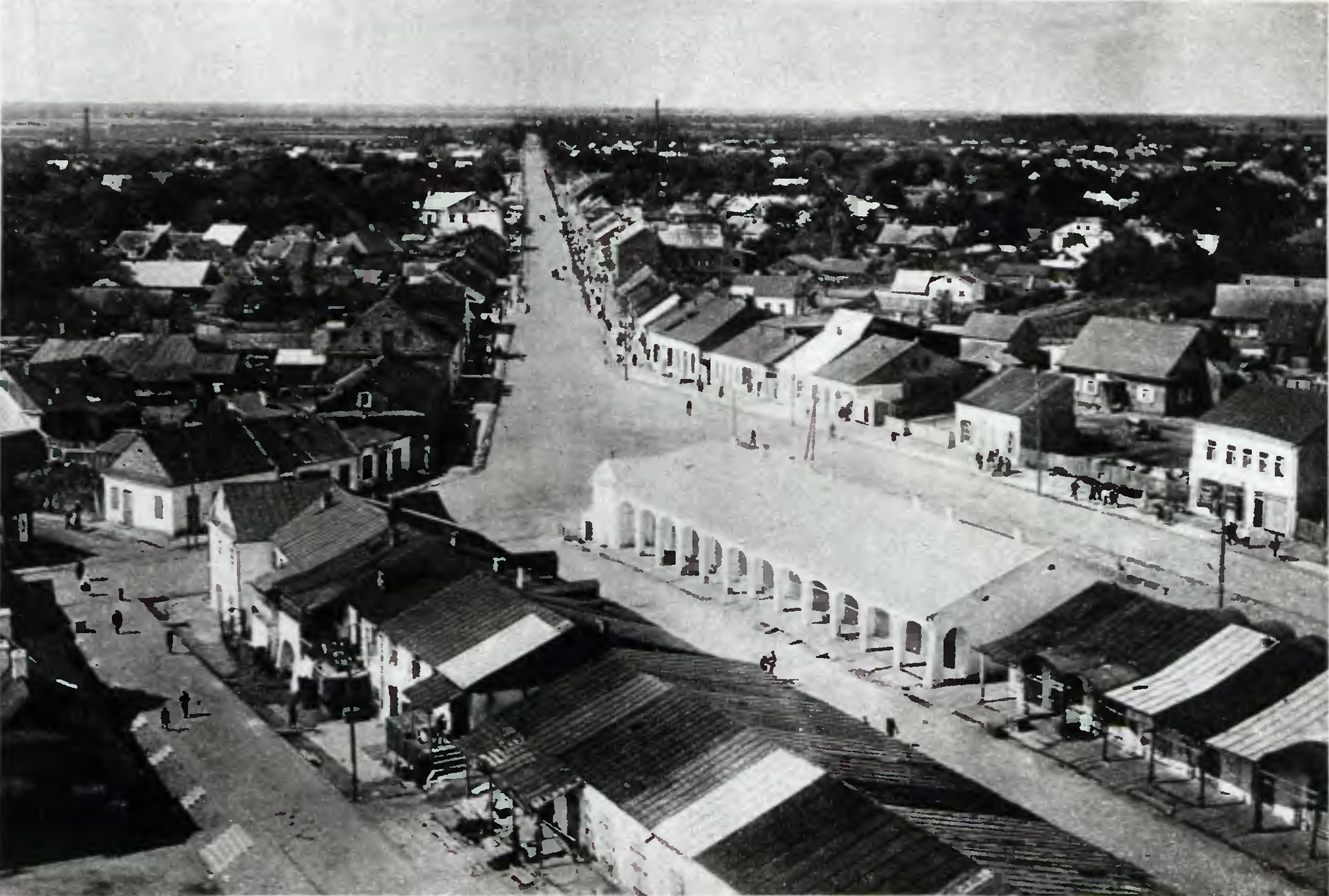
Panorama Pińska w 1930

- 5 kwietnia 1919 r. – masakra 35 Żydów.
- 7 czerwca 1919 r. – miasto wchodzi w skład powiatu pińskiego okręgu brzeskiego Zarządu Cywilnego Ziem Wschodnich – tymczasowej polskiej struktury administracyjnej[14].
- 3 lipca 1919 r. – potyczka pod Horodyszczem.
- listopad 1919 r. – w wyniku działań wojennych Pińsk był zrujnowany i znajdował się w złej sytuacji gospodarczej. Z 20 pińskich fabryk działała jedna, nie działały tartaki, brakowało koni i opału; mieszkańcy masowo emigrowali[15].
- 1920 r. – VII, Armia Czerwona ponownie zajęła Pińsk.
- 1920 r. – 26 IX, wojska polskie odbiły miasto.
- 1921 r. – Pińsk stolicą województwa poleskiego. Pożar miasta. Przeniesienie stolicy do Brześcia nad Bugiem.
- 1925 r. – stolica diecezji katolickiej.
- 1929 r. – rozszerzenie granic miasta[16].
- 1939 r. – rozszerzenie granic miasta[17].
- 1939 r. – 9 IX, nalot lotnictwa niemieckiego. – 18 IX, zatopienie Flotylli Pińskiej. – 20 IX, Armia Czerwona zajęła Pińsk, początek okupacji sowieckiej.
- 1940 r. – (luty) pierwsza deportacja na Syberię ludności (w większości Polaków). Druga – do Kazachstanu.
- 1941 r. – kwiecień, trzecia deportacja do Kazachstanu.
- 1941 r. – 22 VI, początek wojny niemiecko–sowieckiej. Przed ewakuacją z miasta NKWD morduje w miejscowym więzieniu od kilkudziesięciu do kilkuset więźniów.
- 1941 r. – 4 VII, wkroczenie Niemców; 6–8 VIII masowy mord na około 7–11 tys. żydowskich mężczyzn i chłopców.
- 1942 r. – IV, utworzenie getta dla Żydów; X – XI, mordy na 30–45 tys. Żydów.
- 1943 r. – 18 I, atak porucznika Jana Piwnika „Ponurego” („Donata”) na więzienie Gestapo w Pińsku i odbicie więźniów. O godz. 17. Grupa bojowa Armii Krajowej dowodzona przez „Ponurego”, wdarła się samochodem osobowym na dziedziniec więzienia, druga grupa pod dowództwem „Czarki” wdarła się do więzienia przez płot na tyłach domu mieszkalnego, a trzecia grupa „Kawy” sforsowała ogrodzenie, opanowała administrację i zabiła komendanta więzienia. Inni partyzanci AK przecięli druty telefoniczne zrywając kontakt z Pińska. W wyniku akcji uwolniono kpt. Alfreda Paczkowskiego ps. „Wania”, Mieczysława Eckhardta ps. „Bocian” i Piotra Downara ps. „Azor” i odwieziono do Warszawy[18].
- 1944 r. – 14 lipca zajęcie miasta przez Armię Czerwoną, włączenie do ZSRR; wg danych NKWD Białoruskiej SRR w wyniku działań wojennych miasto zostało zburzone w 35–40%; zniszczeniu uległy m.in. miejska stocznia, fabryka zapałek i 5 tartaków[19].
- 1945 r. – 3 stycznia – pierwszy transport wysiedleńczy ludności polskiej z Pińska i okolic.
- 1991 r. – Pińsk częścią niepodległej Białorusi.

## Ludność
| rok    | ludność    |
| ------ | ---------- |
| XVI w. | 5,0 tys.   |
| 1825   | 4,2 tys.   |
| 1841   | 6,8 tys.   |
| 1861   | 11,3 tys.  |
| 1900   | 29,5 tys.  |
| 1910   | 36,4 tys.  |
| 1921   | 23 497     |
| 1931   | 33,5 tys.  |
| 1939   | 35,9 tys.  |
| 1959   | 41,5 tys.  |
| 1986   | 112,6 tys. |
| 2000   | 132,6 tys. |

## Zabytki

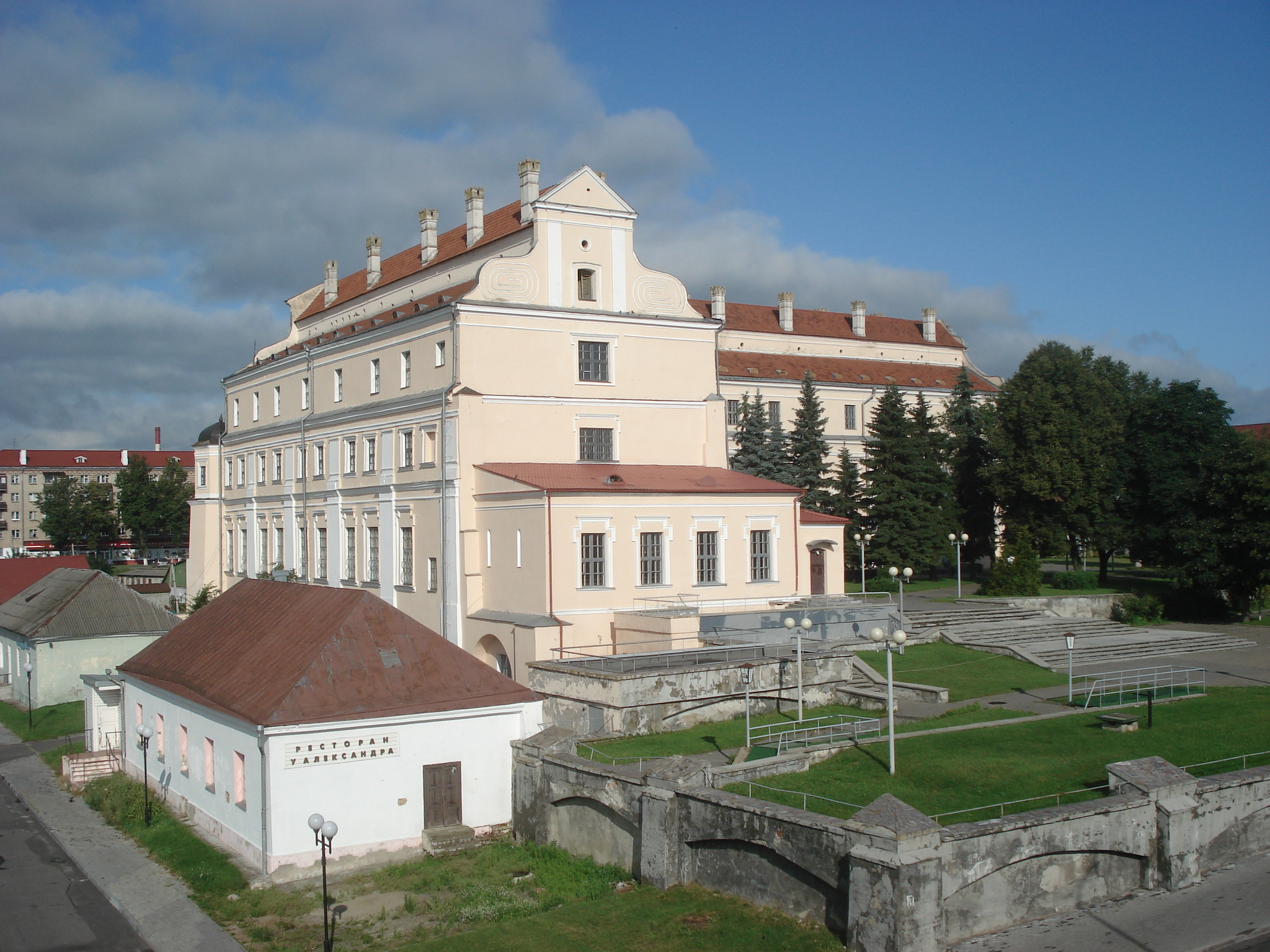
Kolegium Jezuitów w Pińsku

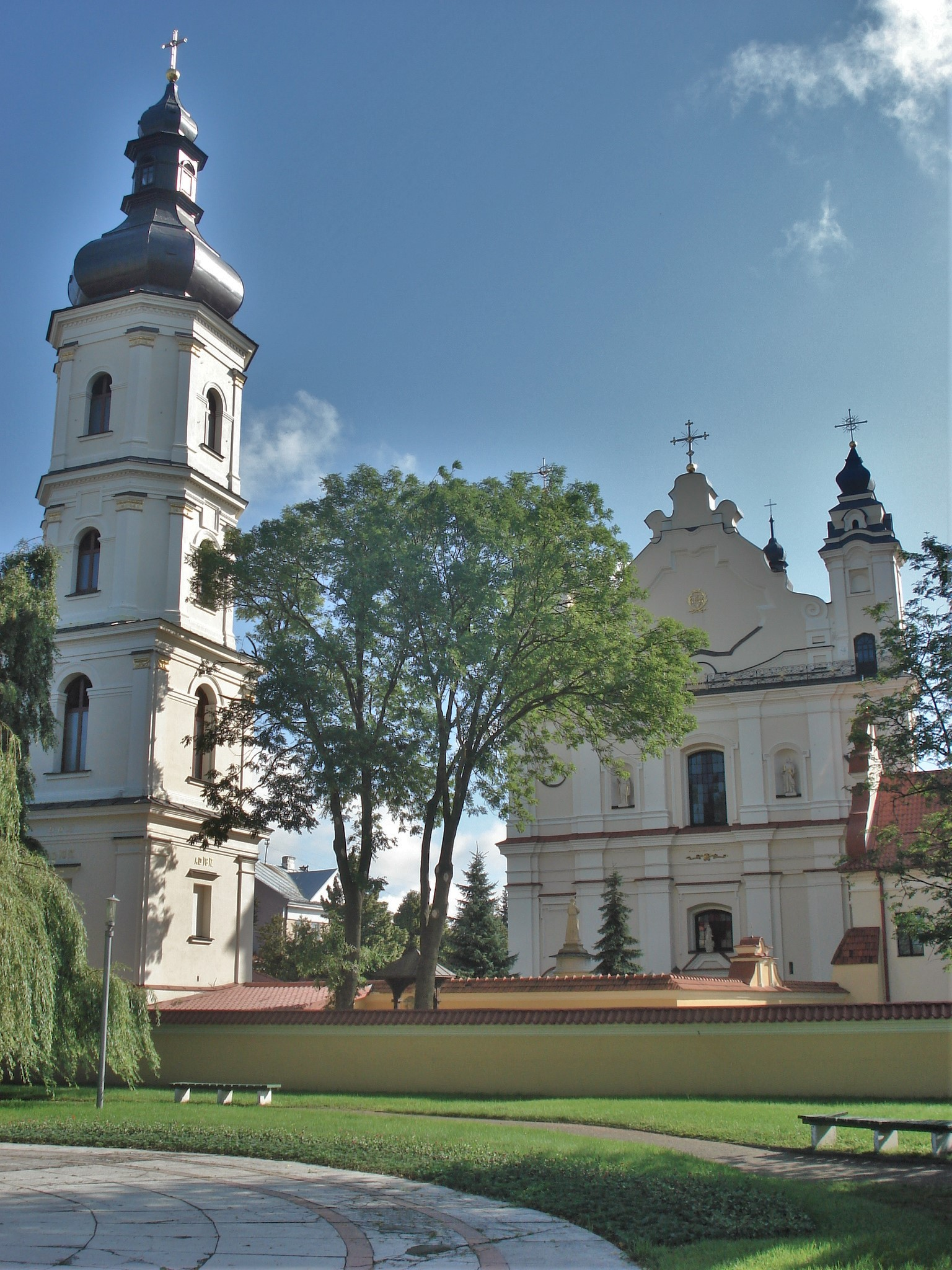
Katedra w Pińsku (dawny kościół franciszkanów)

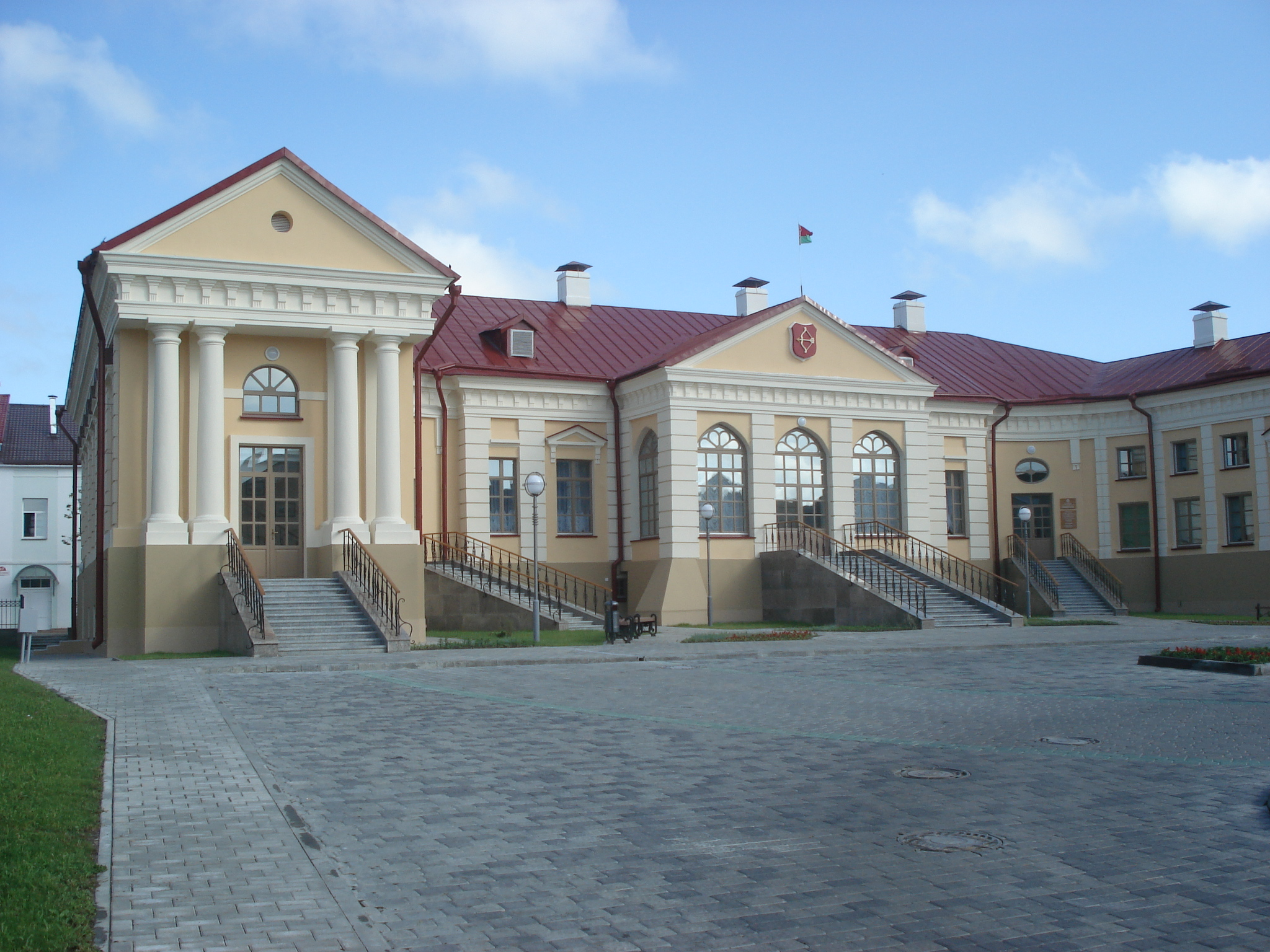
Pałac Butrymowiczów

- Kolegium i kościół jezuitów z 1651 roku (kościół, posiadający dwuwieżową fasadę o gęstym rytmie kolumn i pilastrów oraz wielką kopułę nad skrzyżowaniem naw, władza sowiecka wysadziła w roku 1954). Obecnie w kolegium są galeria obrazów i szkoła.
- Kościół i klasztor ojców Franciszkanów z 1712 roku. Kościół pw. Wniebowzięcia NMP z fasadą z 1766 roku. W latach 1920–1940 i od 1992 jest to katedra katolicka. Dzwonnica z 1817 roku z 4 kondygnacją z XX wieku. Mur z XVIII wieku.
- Kościół i klasztor ojców Bernardynów z roku 1786 na przedmieściu Karolin – obecnie cerkiew św. Barbary. Obok klasztor z XIX wieku i dzwonnica.
- Kościół i klasztor ojców Dominikanów.
- Kościół  i klasztor pw. Karola Boromeusza z 1770 roku na przedmieściu Karolin – dawniej parafialny. Obecnie sala koncertowa.
- Klasztor Sióstr Zakonu Św. Bazylego Wielkiego (skasowany w latach 50. XIX wieku).
- Klasztor Zgromadzenia Sióstr Mariawitek (skasowany w latach 50. XIX wieku).
- Monaster św. Barbary w Pińsku – prawosławny klasztor żeński założony przed 1521 r.
- Pałac Butrymowiczów z lat 1784–1790. Siedziba Butrymowiczów, Skirmunttów, a od 1930 roku katolickich biskupów pińskich.
- Kapliczka z XVII w. przy ul. Brzeskiej i Pieńkawa.
- Cmentarz katolicki i prawosławny na ul. Hajdajenki, przy ul. Spokojnej, na północ od linii kolejowej.
- Cmentarz żydowski w Karolinie.
- Dwór Platerów w Zapolu.
- Pomnik budowniczych drogi bitej z 1938 roku (polski napis zniszczono i umieszczono rosyjski).
- Synagoga z 1900 r.
- Domy Kolonii urzędniczej z około 1925 roku, proj. arch. Teodor Bursze.

niezachowane:
- Synagoga Wielka z 1506 roku (zburzona ok. 1960).
- synagoga chasydzka (nie istnieje).
- Zamek starosty królewskiego (zburzony). Znajdował się w miejscu pomnika Lenina.
- Zamek Wiśniowieckich w Karolinie (zburzony).
- Dwór w Albrechtowie (o całkowicie zmienionej formie).
- Rynek z zabytkowymi kramami (zburzony).

## Religia

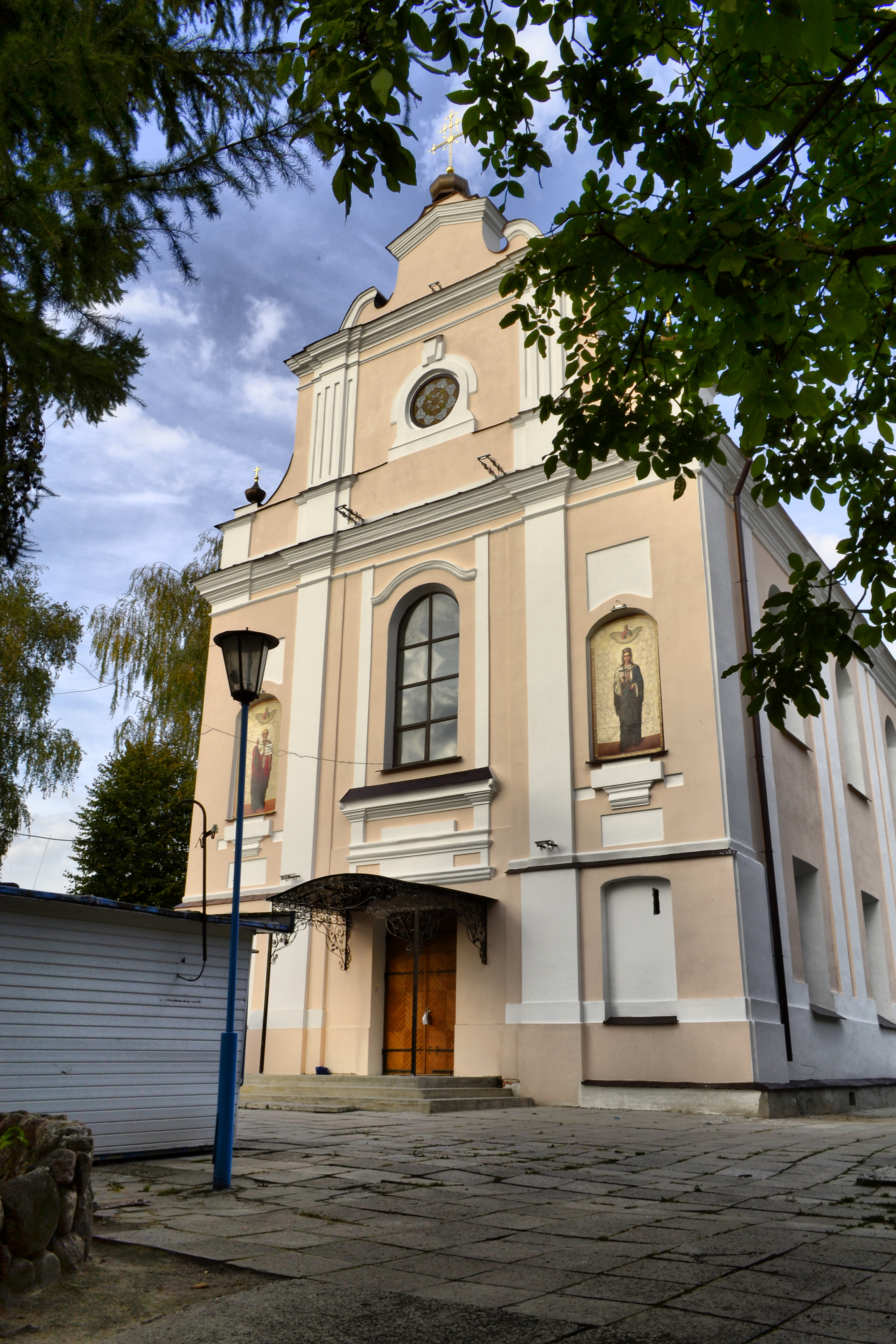
Dawny kościół bernardynów, obecnie sobór św. Barbary

W XVI w. Pińsk stał się stolicą prawosławnej eparchii turowsko-pińskiej i jej najważniejszym ośrodkiem kultowym. Obecnie (2013) Pińsk jest siedzibą eparchii pińskiej i łuninieckiej Egzarchatu Białoruskiego Patriarchatu Moskiewskiego. W mieście przed 1521 działał żeński prawosławny monaster św. Barbary, po 1596 przekazany mniszkom unickim. Klasztor ten został ponownie przejęty przez Kościół prawosławny po likwidacji unii na ziemiach zabranych w 1839 (synod w Połocku). W 1874 zamknięty z powodu niewielkiej liczby powołań, w 1993 został otwarty ponownie. Oprócz monasteru św. Barbary w Pińsku w przeszłości czynne były jeszcze dwie inne prawosławne wspólnoty mnisze, w tym męski Monaster Leszczyński.
Pińsk jest stolicą rzymskokatolickiej diecezji pińskiej, która powstała w 1925. W swej historii diecezja posiadała 3 biskupów.

## Sport
Przed wojną w mieście działało kilka polskich klubów piłkarskich, m.in. Kotwica Pińsk (2 tytuły mistrza Polesia) i Ognisko Pińsk (1 tytuł mistrza Polesia).

## Zabytkowy cmentarz parafialny rzymsko-katolicki i prawosławny przy ul. Spokojnej w Pińsku
Został założony w styczniu 1796 roku. Cmentarz podzielony na kwatery katolicką, unicką, prawosławno-luterańską i później hebrajską. Kwater rzymsko-katolicki się rozrósł wokół drewnianego kościoła Matki Boskiej Bolesnej. Kwater unicki, prawosławny i luterański się rozrósł wokół kaplicy prawosławnej. Podczas I wojny światowej cmentarz poszerzony w kierunku północnym dla poległych żołnierzy armii rosyjskiej, austro-niemieckiej i polskich żołnierzy poległych podczas wojny polsko-bolszewickiej, groby polskich uczestników II wojny światowej. Najstarszy zachowany nagrobek pochodzi z 1830. Na cmentarzu pochowanych jest ponad 10 tysięcy osób. W 1980 roku cmentarz zamknięto dla nowych pochówków.

## Ludzie związani z Pińskiem
- Witold Balcerowski (1935–2001) – polski szachista, urodzony w Pińsku.
- Antoni Moszyński (1800-1893) – polski pisarz, historyk, pedagog, doktor teologii, pijar.
- Krzysztof Berbeka (1930–1964) – polski alpinista i taternik, ratownik górski, przewodnik tatrzański, w latach 1960–1971 należał do niego wysokościowy rekord Polski, urodzony w Pińsku.
- Irena Brodzińska (1933–2024) – polskia śpiewaczka operetkowa, tancerka, aktorka teatralna i filmowa.
- Kazimierz Bukraba – polski duchowny, proboszcz i rektor kościoła Karola Boromeusza w Pińsku, biskup piński.
- Mateusz Antoni Butrymowicz (1745–1814) – Deputat na Trybunał Główny Wielkiego Księstwa Litewskiego, sędzia grodzki piński, poseł na Sejm Wielki, kawaler orderów.
- Henryk Julian Gay (1875–1936) – polski architekt i inżynier, autor licznych projektów budynków w Pińsku, wojewódzki architekt Pińska.
- Tadeusz Grzelak (1929–1996) – polski bokser, wicemistrz Europy, olimpijczyk, urodzony w Pińsku.

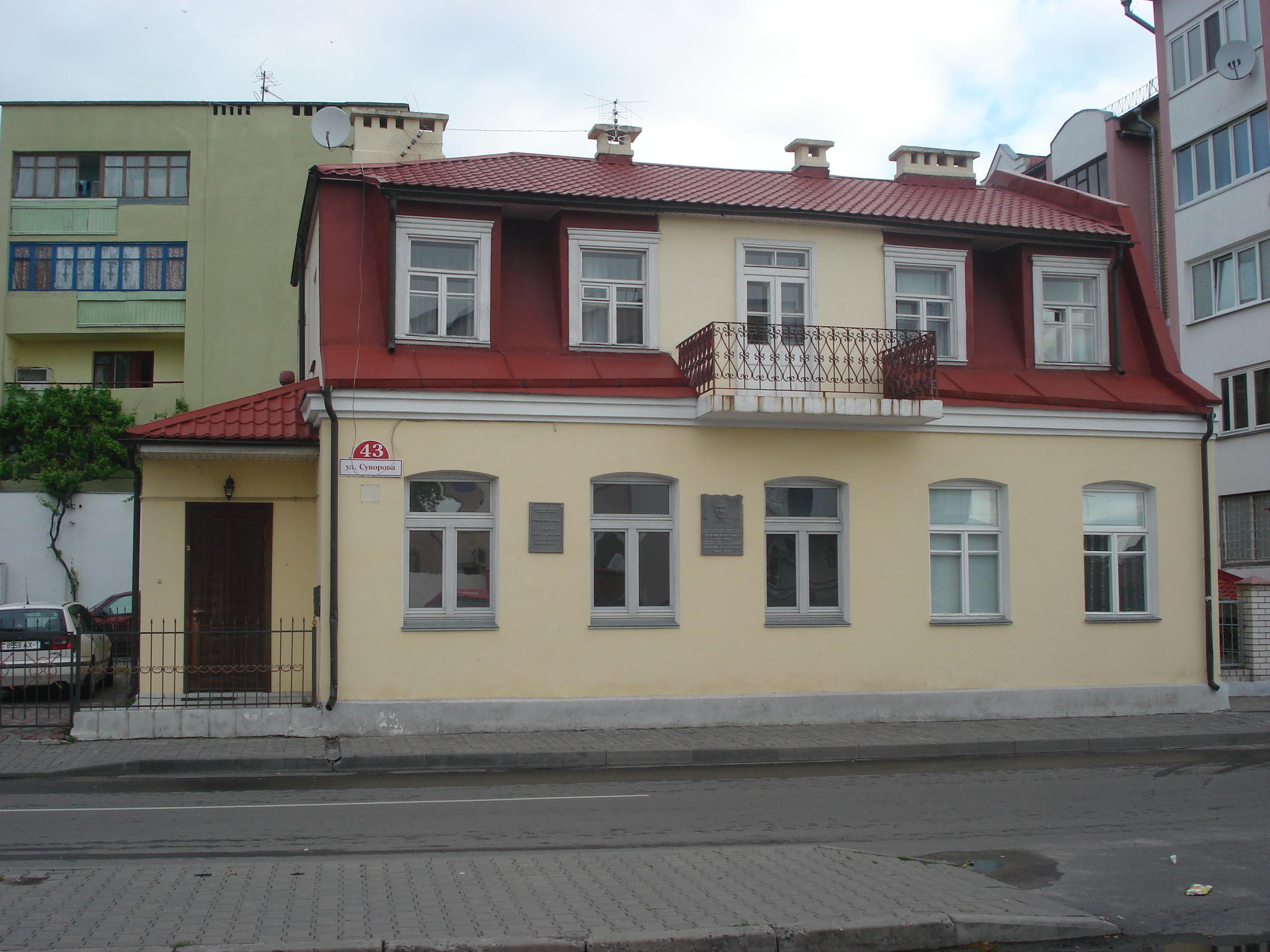
Dom Ryszarda Kapuścińskiego

- Wolha Hawarcowa (ur. 1988) – białoruska tenisistka, urodzona w Pińsku.
- Witold Iwicki – polski ksiądz katolicki, działacz oświatowy, rektor Wyższego Seminarium Duchownego w Pińsku, wikariusz generalny diecezji pińskiej, męczennik za wiarę.
- Ryszard Kapuściński (1932–2007) – polski reporter, pisarz i dziennikarz. Z Pińska został wysiedlony w 1940 roku. Opisuje swoje rodzinne miasto m.in. w książce Imperium.
- Romuald Klekowski (1924-2015) – polski biolog, ekolog, emerytowany profesor Międzynarodowego Centrum Ekologii PAN, urodzony w Pińsku.
- Jan Kofman (ur. 1941) – polski historyk, politolog, publicysta, wydawca., prof. dr hab., urodzony w Pińsku.
- Jakub Kołas (1882–1956) – białoruski pisarz, poeta, działacz narodowy, nauczyciel w Trzeciej Pińskiej Szkole Parafialnej.
- Włodzimierz Kołos (1928–1996) – polski fizyk i chemik światowej sławy, jeden z twórców chemii kwantowej, urodził się w Pińsku.
- Andrzej Kondratiuk (1936-2016) – polski reżyser, scenarzysta i operator filmowy.
- Józef Kopeć (1758–1827) – polski dowódca wojskowy, generał, etnograf, zesłaniec syberyjski, badacz Kamczatki, pionier badań nad halucynogenami i autor pamiętników.
- Swiatłana Kudzielicz – białoruska lekkoatletka, specjalizująca się w biegach na długich dystansach, urodzona w Pińsku.
- Simon Kuznets (1901–1985) – amerykański ekonomista, laureat Nagrody Nobla, twórca pojęcia PKB.
- Izaak Lourie (1890–1933) – białoruski dyplomata żydowskiego pochodzenia, urodzony w Pińsku.
- Zygmunt Łoziński (1870–1932) – polski biskup miński w latach 1917–1925, pierwszy biskup piński od 1925.
- Anna Malewicz-Madey (ur. 1937) – polska śpiewaczka operowa, urodzona w Pińsku.
- Golda Meir (1898–1978) – izraelski polityk, premier Izraela, mieszkała w Pińsku w dzieciństwie.
- Adam Tadeusz Naruszewicz (1733–1796) – polski wybitny poeta, historyk, biskup, rektor Akademii Wileńskiej, urodzony w Pińsku.
- Roman Ney (1931–2020) – polski geolog, były rektor AGH, urodzony w Pińsku.
- Piotr Olewiński (1895–1962) – polski instruktor harcerski, członek pierwszej Naczelnej Rady Harcerskiej ZHP i pierwszy skarbnik ZHP, harcmistrz Rzeczypospolitej, porucznik rezerwy piechoty Wojska Polskiego, poseł na Sejm II RP, w latach 1931–1934 prezydent miasta Pińska, senator II RP.
- Jerzy Ołdakowski (1883–?) – polski samorządowiec, burmistrz Nowej Wilejki (1928–1934) i prezydent Pińska (1934–1939).
- Jerzy Osmołowski (1872–1952) – polski działacz społeczny i polityczny, Komisarz Generalny Zarządu Cywilnego Ziem Wschodnich.
- Jerzy Piskun (1938–2018) – polski koszykarz, reprezentant Polski podczas igrzysk olimpijskich w Rzymie 1960 oraz igrzysk olimpijskich w Tokio 1964, w wieku niespełna dwóch lat zesłany wraz z rodziną na Syberię.
- Frumka Płotnicka (1914–1943) – żydowska działaczka ruchu oporu w czasie II wojny światowej, urodzona w Pińsku.
- Sławomir Rawicz (1915–2004) – polski żołnierz, porucznik kawalerii Wojska Polskiego, zesłaniec syberyjski, autor światowego bestsellera „Długi Marsz” opisującego jego brawurową ucieczkę z gułagu, urodził się w Pińsku.
- Zdzisław Romanowski (ur. 1932) – polski pisarz i dziennikarz, opisał swoje dzieciństwo w Pińsku w książce „Cień Jaskółki”.
- Simonas Rozenbaumas (1859–1935) – litewski polityk i dyplomata, działacz mniejszości żydowskiej na Litwie, syjonista.
- Tadeusz Sachs (1899–1942) – polski hokeista, olimpijczyk, urodzony w Pińsku.
- Jerzy Stanisław Sito (1934–2011) – polski poeta i tłumacz, urodzony w Pińsku.
- Ryszard Stachowski (ur. 1937) – polski psycholog, doktor habilitowany nauk humanistycznych, profesor Uniwersytetu im. Adama Mickiewicza, profesor zwyczajny, urodzony w Pińsku.
- Albin Stanisławski (1908–1940) – polski dowódca wojskowy, porucznik saperów Wojska Polskiego, zamordowany przez Rosjan w Katyniu.
- Stanisław Szpakowski (1868–1926) – polski inżynier-architekt, urodzony w Pińsku.
- Kazimierz Świątek (1914–2011) – polski biskup rzymskokatolicki, arcybiskup metropolita mińsko-mohylewski w latach 1991–2006, administrator apostolski diecezji pińskiej w latach 1991–2011.
- Piotr Tatarynowicz – białoruski duchowny rzymskokatolicki, doktor nauk teologicznych, przedstawiciel białoruskiego ruchu chrześcijańskiego XX wieku; zwolennik niezależności Białorusi, delegat na II Kongres Wszechbiałoruski, proboszcz miejscowej parafii.
- Chaim Weizman (1874–1953) – izraelski chemik i polityk, pierwszy prezydent Izraela, uczęszczał do gimnazjum w Pińsku.

## Miasta partnerskie
- Kowel, Ukraina
- Altena, Niemcy
- Dobricz, Bułgaria
- Częstochowa, Polska
- Istra, Rosja
- Bałachna, Rosja
- Petersburg, Rosja
- Taganrog, Rosja
- San Mauro Pascoli, Włochy